# Yang Yang

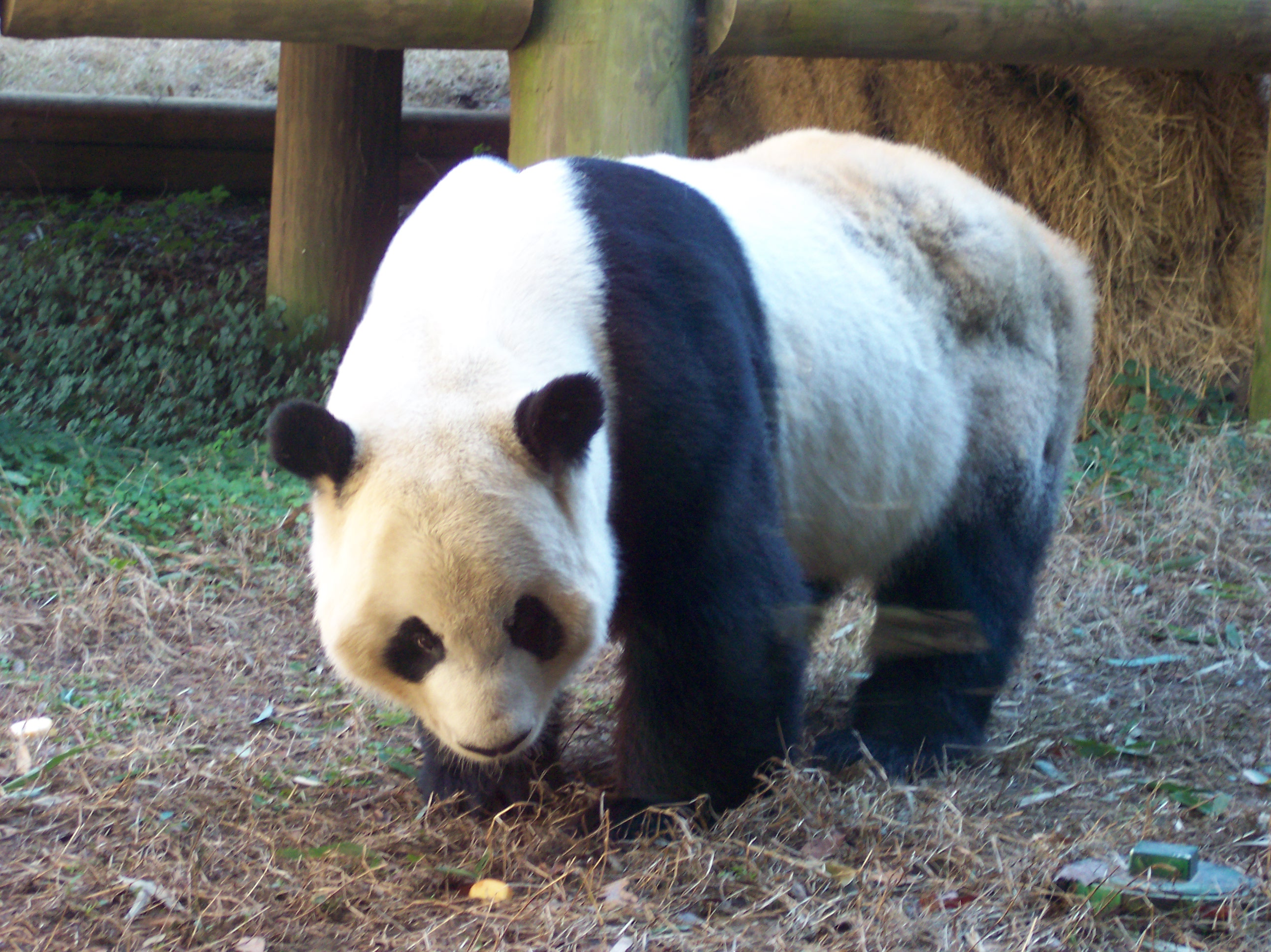
Yang Yang tại vườn thú Atlanta tháng 12 năm 2006

Yang Yang (tiếng Trung: 洋洋, Hán Việt: Dương Dương, có nghĩa là: "Mênh mông") (sinh ngày 9 tháng 9 năm 1997) là một gấu trúc đực thuộc loài gấu trúc lớn, hiện đang sống tại Sở thú Atlanta. Yang Yang là cha của gấu trúc Mei Lan, Xi Lan, Po và 2 gấu trúc sinh đôi, Mei Lun và Mei Huan.
Yang Yang được sinh ra ở Trung tâm Nghiên cứu và Bảo tồn gấu trúc Thành Đô, và được Sở thú Atlanta mượn về  kể từ tháng 11 năm 1999. 

## Dẫn chứng
1. ↑  Kinh Thi: Hà thủy dương dương 河水洋洋 nghĩa là Nước Hoàng Hà mênh mông
2. 1 2  "Meet the Pandas". zooatlanta.org. Zoo Atlanta. Truy cập ngày 2 tháng 6 năm 2012.
3. ↑  "Zoo Atlanta Panda Family". pandasliveon.com. Bản gốc lưu trữ ngày 9 tháng 12 năm 2008. Truy cập ngày 10 tháng 12 năm 2016.